# Pyoderma vegetans
Pyoderma vegetans is een zeldzame inflammatoire huidaandoening. Het is een milde subvorm van pyoderma gangraenosum, en wordt voornamelijk gezien in combinatie met inflammatoire darmziekten. Bij deze aandoening ontstaan er verheven plaques of pustels die gepaard gaan met erosie en ulceratie. Kenmerkend voor de aandoening zijn opgeworpen randen.

## Historie
De aandoening werd voor het eerst beschreven door Hallopeau in 1898. Het wordt aangenomen dat de plaques die hij omschreef veroorzaakt worden door een bacteriële infectie. Sommige auteurs gebruiken de term ook als een synoniem voor hidradenitis suppurativa, hoewel het beeld van pyoderma vegetans slechts bij 1% van de patiënten met matige tot ernstige hidradenitis suppurativa voorkomt.

## Ziekten
Pyoderma vegetans wordt geassocieerd met colitis ulcerosa en soms de ziekte van Crohn, maar ook leukemie en aandoeningen die gepaard gaan met een verminderde afweer, zoals bij patiënten met hiv. Het kan zich ook voordoen bij gezonde personen.